# Rudi Lochner
Rudi Lochner (Berchtesgaden, 29 marzo 1953) è un bobbista tedesco.
È zio di Johannes Lochner, anch'egli bobbista di livello internazionale.

## Biografia
Ai XVI Giochi olimpici invernali (edizione disputatasi nel 1992 a Albertville, Francia) vinse la medaglia d'argento nel bob a due con il connazionale Markus Zimmermann, partecipando per la nazionale tedesca.
Il tempo totalizzato fu di 4:03,55, con differenza minima rispetto all'altra nazionale tedesca (medaglia di bronzo) e a quella svizzera, prima classificata.
Inoltre ai campionati mondiali vinse la medaglia d'oro nel 1991, nel bob a due.